# 総合幾何学
総合幾何学（そうごうきかがく、英: Synthetic Geometry）は、座標を使用しない幾何学。解析幾何学の対義語。純粋幾何学（Pure Geometry）、公理幾何学（Axiomatic Geometry）ともいう。

## 概要
代数幾何学や解析幾何学といった幾何学に対して、座標法が導入された後に従来の伝統的な幾何学を「総合幾何学」という言葉を導入して表現するようになった。
ドイツの数学者フェリックス・クラインによれば、
総合幾何学とは、数式に頼らず図形をそのまま研究することであり、解析幾何学は、適切な座標系を採用した上で書き下すことのできる数式を一貫して利用することである。
エウクレイデスが『原論』で示したユークリッド幾何学や、アイザック・ニュートンが好んで用いたのもこの方法である。
総合幾何学の研究は、幾何学者が射影幾何学や非ユークリッド幾何学の基礎を確立するために座標法を否定した19世紀に最も顕著になった。例えば、スイスの幾何学者ヤコブ・シュタイナーは解析幾何学を嫌い、常に総合幾何学を優先していた。